# Villastad
En villastad är en benämning på ett område av villakvarter (villaområden) i utkanten eller närheten av större städer. Villabyggnaderna består av fristående boningshus i öppet byggnadssätt, för en eller flera familjer avsett boningshus, vanligtvis indraget från angränsande gata, med en anlagd förgård mellan hus och gata. Efter 1930-talet började nya villaområden ibland benämnas trädgårdsstäder.
Trädgårdsstäderna var ofta hårt reglerade genom ny lagstiftning, där lagstiftarna och stadsarkitekterna förutsett att trädgårdsstäderna i framtiden skulle ge plats för tätare bebyggelse och därför, i enlighet med den tidens stadsplaneideal infört avsevärda markreservationer för blivande vägar, liksom nya begränsningar för vad enskilda markägare eller tomtinnehavare fick bygga på sin mark.
Några exempel på villastäder nära centrum av Stockholm är Villastaden, Lärkstaden och Diplomatstaden. Inom Stockholms kommun men utanför innerstaden finns bland annat Örby villastad samt Kungsholms villastad. Utanför Stockholms kommun kan nämnas Djursholm, Enebyberg och Saltsjöbaden. Lorensbergs villastad och Örgryte i Göteborg och Kåbo i Uppsala är exempel på villastäder utanför Stockholmsområdet. I vissa ortnamn blev ordet villastad en del, såsom i Hässelby villastad, som numera är en stadsdel i Stockholms kommun. Flera svenska villastäder blev så småningom egna kommuner, men har sedermera genom kommunreformer lagts samman med andra samhällen till större kommuner.

## Galleri
Arkitekten Per Olof Hallman var tongivande i skapandet av flera av dessa områden.

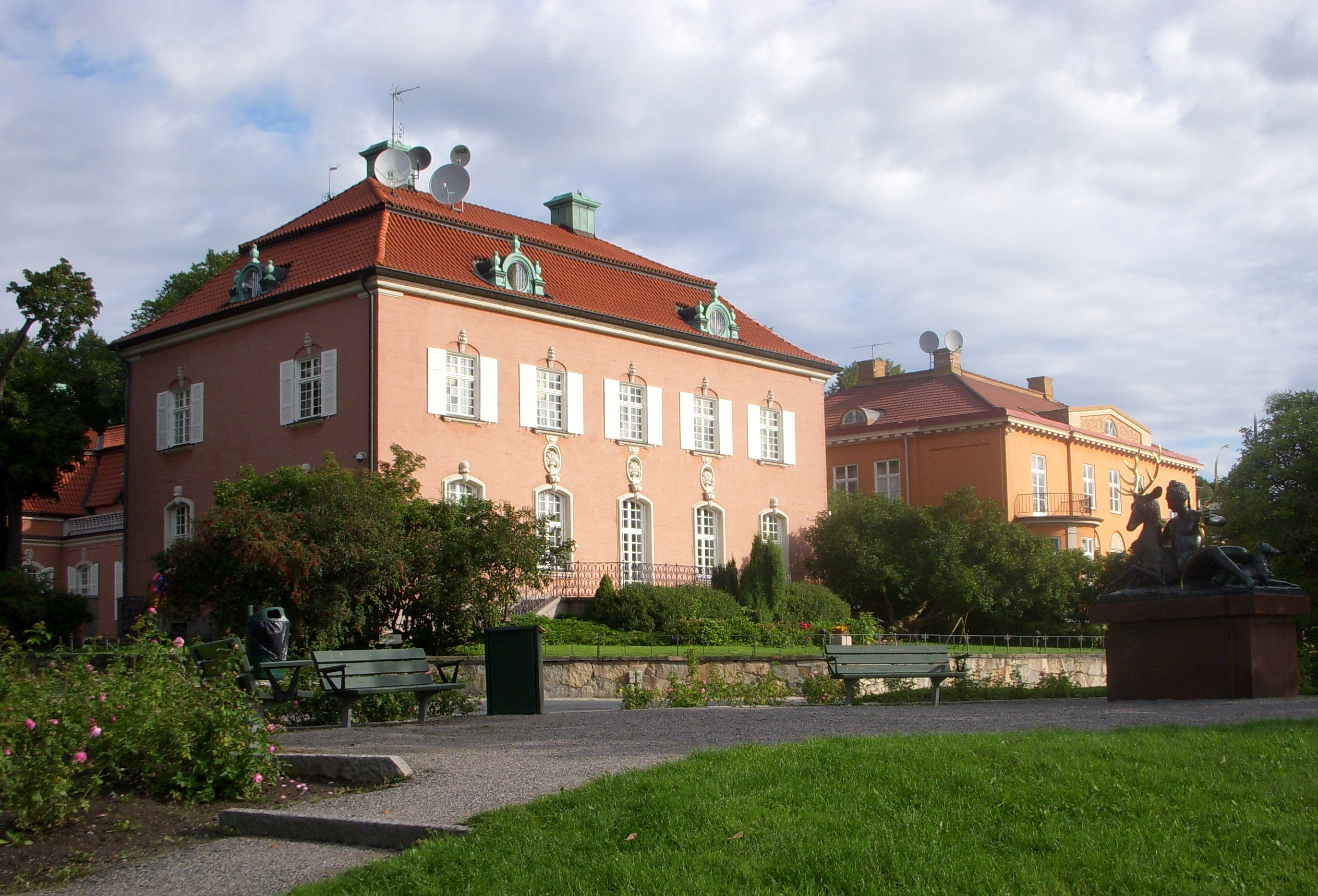
Diplomatstaden
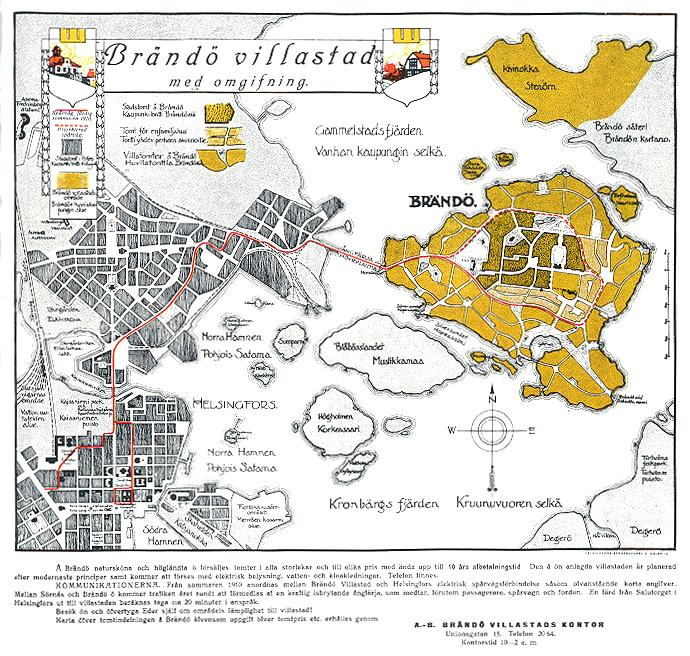
Brändö Villastad
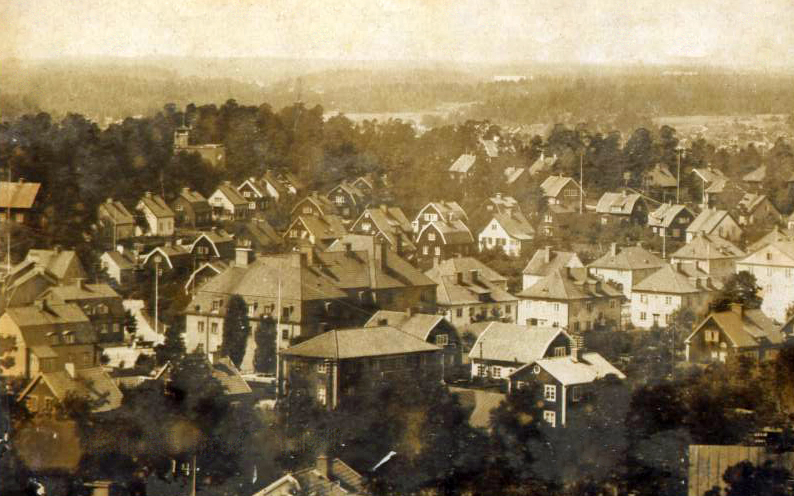
Kungsholms villastad
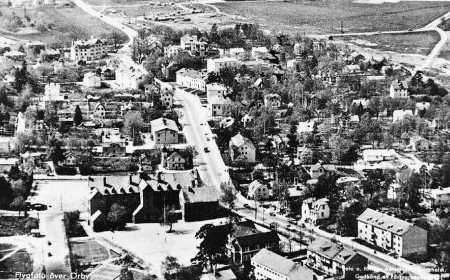
Örby villastad

## Några svenska villastäder (urval)
- Gamla Saltsjöbadens villor
- Hornsbergs villastad
- Huddinge villastad
- Hässelby villastad
- Lidingö villastad
- Lärkstaden
- Storängens villastad
- Södertörns villastad
- Örby villastad